# Симфонический оркестр Северогерманского радио
Симфонический оркестр Северогерманского радио (нем. Sinfonieorchester des Norddeutschen Rundfunks, NDR Elbphilharmonie Orchester) — германский симфонический оркестр, радиоансамбль, базирующийся в Гамбурге.
Основан в 1945 г. по решению британских оккупационных войск для работы на гамбургском радио — единственной уцелевшей на территории будущей Западной Германии крупной радиостанции. Первый концерт был дан уже в 1945 г., солировал Иегуди Менухин. Под руководством основателя оркестра Ханса Шмидта-Иссерштедта оркестр совершил в 1951 г. первые британские гастроли, приуроченные к восстановлению в Манчестере порта свободной торговли.
Работа оркестра традиционно ассоциируется с симфоническими полотнами Бетховена, Брамса и Брукнера (все симфонии двух первых были записаны оркестром под управлением Ханса Шмидта-Иссерштедта и Гюнтера Ванда; семь симфоний Брукнера были записаны под управлением Гюнтера Ванда). В то же время оркестр много внимания уделяет и музыке XX века; особой страницей в его истории была роль Кшиштофа Пендерецкого как главного приглашённого дирижёра (1988—1992) — в этот период оркестром был впервые исполнен ряд его сочинений.

## Главные дирижёры
- Ханс Шмидт-Иссерштедт (1945—1971)
- Моше Ацмон (1972—1976)
- Клаус Теннштедт (1979—1981)
- Гюнтер Ванд (1982—1990)
- Джон Элиот Гардинер (1991—1994)
- Херберт Бломстедт (1996—1998)
- Кристоф Эшенбах (1998—2004)
- Кристоф фон Донаньи (2004—2011)
- Томас Хенгельброк (2011—2018)
- Алан Гилберт (2019—)